# Masirana longimana
Masirana longimana là một loài nhện trong họ Leptonetidae.
Loài này thuộc chi Masirana. Masirana longimana được T. Yaginuma miêu tả năm 1970.